# Max Bucherer

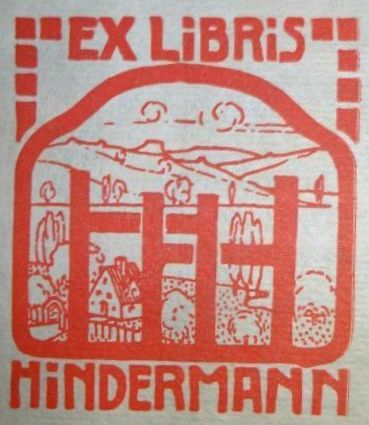
Frühes Bucherer-Exlibris für Hans Hindermann. Holzschnitt (1906); Bodenseelandschaft bei Steckborn, Blick auf die Halbinsel Höri und den Hegau.

Max Bucherer (* 8. Juli 1883 in Basel; † 3. Januar 1974 in Locarno) war ein Schweizer Maler, Grafiker, Buchschmuck- und Exlibris-Künstler und Kunst-Publizist.

## Leben und Werk
Max Bucherer kam am 8. Juli 1883 als elftes Kind einer eingebürgerten deutschen Kaufmannsfamilie in Basel zur Welt; sein Vater, Karl Friedrich Bucherer, stammte aus Lahr. Max Bucherer ist der Bruder von Carl F. Bucherer und der Vater der Harfenistin Wilhelmine Bucherer. Auf Anregung von Rudolf Burkhard begann Bucherer nach seiner Matura eine künstlerische Ausbildung an der Akademie der Bildenden Künste München. 1901 wurde er Schüler an der Kunstschule von Heinrich Knirr und an dem von Hans Thoma gegründeten «Künstlerbund Lithographie». 1902 wurde er Lehrer für Grafik an der Hermann-Obrist- und Debschitz-Schule in München.
In Basel gehörte Bucherer zu den Künstlerfreunden von Hermann Hesse und dessen Frau Mia Hesse-Bernoulli. Mit den Hesses kam Bucherer 1904 auch erstmals nach Gaienhofen an den Untersee, wo er dann selbst bis 1909 lebte. Auch Hesses damaliger Freund Ludwig Finckh, der Münchner Grafiker Bruno Goldschmitt und der Basler Architekt Hans Hindermann zogen um 1905 nach Gaienhofen bzw. in Hesses Nähe nach Berlingen bzw. Steckborn auf der Schweizer Seite. Zum damaligen Freundeskreis um Hermann Hesse, Max Bucherer und Ludwig Finckh gehörten ferner Otto Blümel, Gustav Meyrink, Othmar Schoeck, Emanuel von Bodman und Franz Karl Ginzkey.
Max Bucherer entwarf neben rund 45 Exlibris und mehreren Holzschnitt-Porträts befreundeter Schriftsteller die vom Jugendstil geprägten Bucheinbände und den Buchschmuck zu Ludwig Finckhs drei 1906 erschienenen Büchern – Rosen, Der Rosendoktor und Biskra sowie 1909 zu dessen Erzählung Rapunzel und 1911 die Holzschnitte und Initialen zu Die Reise nach Tripstrill. Finckhs erstes Wohnhaus in Gaienhofen wurde außerdem zum Motiv eines Farbholzschnitts, der als Vorlage einer zeitgenössischen Kunstpostkarte Verwendung fand. Zwischen 1905 und 1907 war Bucherer Zeichenlehrer am «Deutschen Landerziehungsheim für Mädchen» im Schloss Gaienhofen unter deren Leiterin Bertha von Petersenn; eine Stelle, die ihm Hermann Hesse besorgt hatte. Zugleich arbeitete er als Zeichenlehrer am Knabeninternat Glarisegg bei Steckborn. Im Mädcheninternat Gaienhofen lernte Bucherer seine spätere Frau, Else (gen. Els) Feustel, kennen, die dort zwischen 1902 und 1907 Schülerin war und die er 1909 heiratete. 1907 baute Hans Hindermann die Gaienhofener Wohnhäuser für Hesse, Finckh und den örtlichen Schneider Josef Köpfler; in dessen «Künstlerhaus» wurde für Max Bucherer vorübergehend ein Atelier eingerichtet; später genutzt von Otto Blümel und Ludwig Renner. 1909 siedelte er mit seiner Frau nach München über, wo er als Leiter für Grafik an der Debschitzschule und Grafiklehrer an der Städtischen Gewerbeschule Arbeit gefunden hatte. Bis 1924 bekam das Ehepaar Bucherer sechs Kinder.
Es folgten Studienaufenthalte in Paris an der Académie Julian und an der Académie de la Grande Chaumière. Bucherer schloss Bekanntschaft mit Paul Klee, von dem er Radierungen im Austausch gegen eigene Holzschnitte erhielt. 1911 bekam Bucherer einen Auftrag der Österreichischen Landesregierung für eine Studienreise mit Robert Michel in die «Reichslande» Bosnien-Herzegowina und Dalmatien, über die 1912 ein Buch Michels erscheint, das mit 25 Zeichnungen Bucherers illustriert ist. In Zürich erscheint 1914 Bucherers Publikation Der Originalholzschnitt, die eine weite Verbreitung und 1922 noch eine von Bucherer selbst redigierte und erweiterte Neuauflage erfuhr. 1937 wurden in der Nazi-Aktion „Entartete Kunst“ nachweislich aus dem Museum Folkwang Essen Bucherers Holzschnitt Der Sänger beschlagnahmt und vernichtet.
Nach Ausbruch des Ersten Weltkriegs 1914 wurde Max Bucherer in die Schweizerische Armee eingezogen und diente zunächst als Füsilier im Wachdienst des Landwehr-Detachements am Gotthard, bevor er 1915 als Zeichner für das österreichische Kriegspressequartier an verschiedenen Kriegsschauplätzen in Tirol, in den Karpaten, in Ungarn und in Russisch-Polen zum Einsatz kam.
1916 wurde Bucherer aus dem Wehrdienst entlassen und zog mit seiner Familie von München nach Zürich, von dort 1917 nach Rüschlikon, wo sie später ein eigenes Haus bauten und wo Max Bucherer das Ehrenbürgerrecht erhielt. 1918 wurde er als Textilfachlehrer an die Zürcher Kunstgewerbeschule berufen und gründete in Zürich darüber hinaus eine eigene Textilwerkstätte.
Nach der Ehescheidung 1931 zog Bucherer nach Zürich und heiratete 1934 Käti Bosshard. 1945 ließ er sich frühzeitig pensionieren und zog mit seiner Frau nach Ronco sopra Ascona im Kanton Tessin, wo er als eigener Architekt ein Haus baute und sich in den Folgejahren unter dem Künstlernamen «MABU» intensiv der Malerei widmete. Es entstanden u. a. Bilder, die von Blinden abtastend erfasst werden können. Sie wurden bei einer Ausstellung in Düsseldorf gezeigt und fanden große Beachtung. Nach 1963 folgten u. a. internationale Ausstellungen in Mailand, Toronto und Paris.

## Publikationen

### Schriften, Grafiken
- Exlibris. Mit einer Einführung von Ludwig Finckh. Mit 15 Original-Holschnitten. Gedruckt in 200 Exemplaren. Carl Fried. Schulz, Frankfurt a. M. 1906.
- (Drucklegung und Holzschnitte): Walze. 13 graphische Originalarbeiten der Vereinigung Schweizer Graphiker. Mit einem Geleitwort von Paul Ganz, Basel. Delphin-Verlag, München 1912.
- Zehn Holzschnitte von Max Bucherer, Holbein Verlag München o. J. ca. 1914
- Karikaturen aus dem k. u. k. Kriegspressequartier. Privatdruck (Süddeutsche Verlagsdruckerei), München 1915.
- Aus Galizien und Polen. 14 Steinzeichnungen vom östlichen Kriegsschauplatz. Verlag E. Reinhardt, München 1916.
- Spitzenbilder. Papierschnitte. Porträtsilhouetten. Hrsg. unter Mitwirkung von Adolf Spamer, J. Leisching, H. T. Kroeber und Martin Knapp. Einhorn-Verlag, Dachau bei München o. J. (1920).
- Portrait-Karikaturen. 30 Zeichnungen von Professoren des Gymnasiums Zürich. Einführung von Paul Schaffner. Privatdruck, Zürich 1933.
- Der Linolschnitt. Eine Einführung in das Wesen und die Technik des Linolschnitts. Heintze & Blanckertz,  Berlin (1934).
- Grosse Schweizer. Holzschnitte, Mappe mit 10 Holzschnitten, Handdrucke mit Bleistift signiert und bezeichnet. Porträts u. a. von Jacob Burckhardt, Gottfried Keller, Leonhard Euler, Jeremias Gotthelf, Guillaume Henri Dufour, Urs Graf, Jacob Bernoulli und Albrecht von Haller. o. O., o. J.
- Der Original-Holzschnitt. Eine Einführung in sein Wesen und seine Technik. Verlag Gebr. Scholl, Zürich 1946.
- MABU. Birkhäuser Verlag, Basel 1964.

### Illustrierte Bücher, Buchschmuck
- Anna Croissant-Rust: Aus unseres Herrgotts Tiergarten. Geschichten von sonderbaren Menschen und verwunderlichem Getier, Einbandgestaltung von Max Bucherer. Deutsche Verlags-Anstalt, Stuttgart/Leipzig 1906.
- Ludwig Finckh: Rosen. Mit einer Einführung von Otto Julius Bierbaum. Buchschmuck und Einband nach Entwürfen von Max Bucherer. Deutsche Verlags-Anstalt, Stuttgart/Leipzig 1906.
- Ludwig Finckh: Der Rosendoktor. Buchschmuck und Einband nach Entwürfen von Max Bucherer. Deutsche Verlags-Anstalt, Stuttgart/Leipzig 1906.
- Ludwig Finckh: Biskra. Mit 8 Bildern. Buchschmuck und Einband nach Entwürfen von Max Bucherer. Deutsche Verlags-Anstalt, Stuttgart/Leipzig 1906.
- Ludwig Finckh: Rapunzel. Buchschmuck und Einband von Max Bucherer. Deutsche Verlags-Anstalt, Stuttgart 1909.
- Ludwig Finckh: Die Reise nach Tripstrill. Langen, München 1911. Mit Einbandillustration, Frontispiz und illustr. Titelblatt (Holzschnitte) von Max Bucherer. 1913 auch als illustrierte Vorzugsausgabe bei der Deutschen Verlags-Anstalt, Stuttgart, erschienen: 150 Exemplare, als „7. Auflage dieses Buches“ bezeichnet. „Die Bilder und Initialen von Max Bucherer sind in dieser Ausgabe von den Originalholzstöcken des Künstlers“ auf Büttenpapier gedruckt; einige wenige Exemplare dieser handschriftlich nummerierten „Liebhaberausgabe“ wurden auch in Leder gebunden.
- Ludwig Finckh: Gaienhofener Idylle. Erinnerungen an Hermann Hesse. Mit Illustrationen von Max Bucherer und Hugo Boeschenstein. Knödler Verlag, Reutlingen 1981, ISBN 978-3-87421-107-9.
- Victor Hardung: Die Gedichte. Mit 1 Originalholzschnitt von Max Bucherer. Bachmann-Gruner, Zürich (1920).
- Robert Michel: Fahrten in den Reichslanden. Bilder und Skizzen aus Bosnien und der Hercegovina. Mit 25 Zeichnungen von Max Bucherer. Deutsch-Österreichischer Verlag, Wien/Leipzig 1912.
- Hermann Hesse (Hrsg.): Alemannenbuch. Mit Illustrationen von Max Bucherer, Gustav Gamper und Adolf Hildenbrand. Deckelvignette von Ernst Würtenberger. Verlag Seldwyla, Bern 1919.